# Ъ
Ъ, ъ は、キリル文字のひとつ。

## 呼称
- ロシア語：トヴョールドゥイ・ズナーク (твёрдый знак), イェㇽ (еръ)
- ブルガリア語：エル・ゴリャーム (ер голя́м)
- アディゲ語：プタ・タムグ (пытэ тамыгъ)
- アバザ語：/ʔə/ (ъы)
- 英語：ハード・サイン (hard sign)

## 音価
本来は母音字であり、o または u の非常に弱く短い音を表したと考えられている。この母音字の前の子音は必ず硬子音となった。ロシア語などでは、後の音韻変化で語の中の位置によってより完全な母音（о など）に変わるか、または母音が脱落した結果、独立した音を失った（сънъ → сон :眠り）。後述のようにロシア語の旧正書法で硬子音で終わる単語の語末に ъ がついていたのは、古スラヴ語の単語が必ず母音で終わり（開音節）、本来この位置に母音としての ъ があったことの名残である。一方、ブルガリア語では位置によって曖昧母音に変化し、母音としての ъ が残された。
- 現在のロシア語では、独立した音は持たず、硬音符と呼ばれ、直前の子音と直後の母音を分けて発音させる（日本のローマ字のアポストロフィー ( ’ ) と同じ）。直後に軟母音字が来るときに、前の子音字が硬子音（非口蓋化子音）であることを示す。
  - (例) объект /objekt/

cf. *обект /obʲekt/
- ブルガリア語では、曖昧母音 /ə/ を表す（/ɤ/や/ɐ/と書かれることもある）。

### スラヴ語以外での音素
- タジク語では、語頭以外の声門破裂音を表すのに用いられる。
- アディゲ語を含むコーカサス諸語やクリミア・タタール語では、二重音字や三重音字の構成要素として用いられ、スラヴ語には無い発音（放出音や/q/）を表すのに用いられる。
  - 更にアバザ語では単体でも用いられ、声門破裂音を表すのに用いられる。
- 日本語のキリル文字表記でローマ字表記におけるアポストロフィと同じように「ん」の次にア行またはヤ行が来るときに区切るために使用することがある。
  - (例) Санъё (山陽)

## アルファベット上の位置
ロシア語の第28字母、ブルガリア語の第27字母、アディゲ語の第59字母、アバザ語の第68字母である。

## Ъに関わる諸事項
- ロシア語では語頭に立たないため、元来大文字はない。
- ロシア語旧正書法（1918年まで）では、硬子音で終わる単語の語末につけていたが、硬子音は音声的に無標であるため語末の Ъ は廃止される。
- ブルガリア語旧正書法（1945年まで）では、子音で終わる男性名詞の語尾に付けられ、名詞の性を区別できた（女性名詞はЬ。ただし、ともに発音されず、Ьも軟子音化しなかった）。
- ブルガリア語・ロシア語・ルシン語以外の現代のスラヴ語では用いられない。なお、ウクライナ語やベラルーシ語では、ロシア語のЪに相当する直前の子音と直後の母音を分ける記号としてアポストロフィー ( ’ ) が用いられる。

## 符号位置
| 大文字 | Unicode | JIS X 0213 | 文字参照        | 小文字 | Unicode | JIS X 0213 | 文字参照        | 備考 |
| ------ | ------- | ---------- | --------------- | ------ | ------- | ---------- | --------------- | ---- |
| Ъ      | U+042A  | 1-7-28     | &#x42A; &#1066; | ъ      | U+044A  | 1-7-76     | &#x44A; &#1098; |      |